# Nicola Sartori
Nicola Sartori (født 17. juli 1976 i Cremona) er en italiensk tidligere roer.
Sartori var tidligt et stort talent, der vandt flere VM-medaljer som U/23-roer i perioden 1995-1998.
Han deltog i dobbeltsculler ved OL 2000 i Sydney sammen med Giovanni Calabrese. Italienerne blev nummer to i indledende heat og vandt derpå deres opsamlingsheat. I semifinalen blev de besejret af nordmændene Olaf Tufte og Fredrik Bekken, og i finalen var det slovenerne Luka Špik og Iztok Čop, som vandt guld foran Tufte og Bekken, mens Calabrese og Sartori sikrede sig bronze.
Hans eneste anden internationale seniormedalje vandt han ved VM 2001, hvor han var med til at sikre italienerne bronze i dobbeltfireren.

## OL-medaljer
- 2000:  Bronze i dobbeltsculler